# 雅塞讷
雅塞讷（法語：Jasseines，法語發音：[ʒasɛn]）是法国奥布省的一个市镇，属于奥布河畔巴尔区。

## 地理
雅塞讷（48°30'5"N, 4°23'14"E）面积16.29 平方千米，位于法国大東部大區奥布省，该省份为法国中北部省份，北起马恩省，西接塞纳-马恩省，西南至约讷省，东南至科多尔省，东临上马恩省。
与雅塞讷接壤的市镇（或旧市镇、城区）包括：欧奈、布里耶库尔、当皮埃尔、多马坦勒科克、多讷芒、沃科涅。

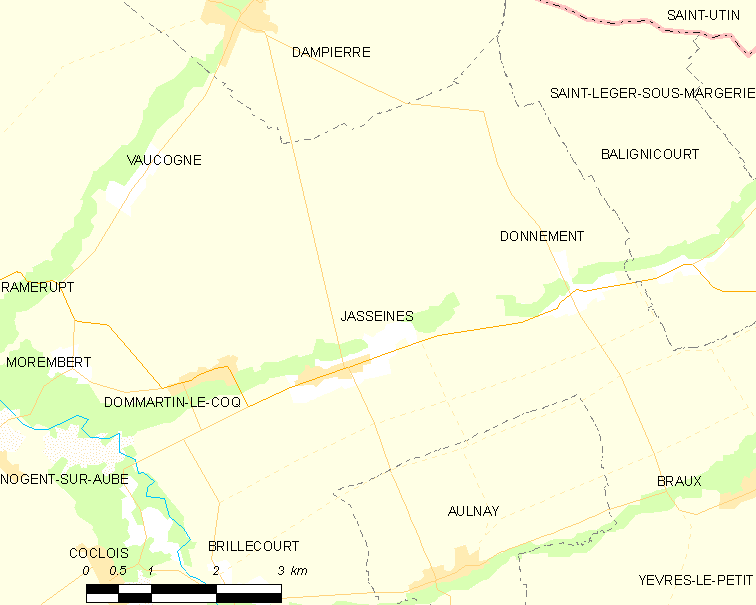
雅塞讷的OSM定位图

雅塞讷的时区为UTC+01:00、UTC+02:00（夏令时）。

## 行政
雅塞讷的邮政编码为10330，INSEE市镇编码为10175。

## 政治
雅塞讷所属的省级选区为布列讷堡县。

## 人口

1962-2008年间雅塞讷人口变化图示

雅塞讷于2022年1月1日时的人口数量为160人。